# 蕭希甫
萧希甫，五代十国后唐官员，宋州人。
萧希甫为人有机辩，性情急躁。年轻时举进士，为后梁开封尹袁象先掌书记。袁象先为青州节度使，以萧希甫为巡官，萧希甫不高兴。于是抛弃其母亲妻子，改变姓名，流亡到镇州，自称青州掌书记，拜见赵王王镕。王镕以萧希甫为参军，还不高兴，一年后，流亡到易州，削发为僧，住在百丈山。晋王李存勖将称帝，设置百官，求天下隐士，幽州李绍宏推荐他为魏州推官。同光初年，制定内宫宴会仪式，问萧希甫枢密使是否可以入座，萧希甫以为不可。枢密使张居翰大怒，对他说：“老夫历事三朝天子，见内宴数百，你本是本农家小儿，怎知宫禁中事。”萧希甫无言以对。庄宗想让他担任知制诰，宰相豆卢革依附张居翰，一起排斥他，让他当驾部郎中。他非常不得志，闷闷不乐。庄宗灭梁，派他宣慰青、齐，他才知道母亲已死，妻子袁氏改嫁。他于是发哀服丧，居住在魏州。有人引汉李陵书讥讽他：“老母终堂，生妻去室。”唐明宗天成初年，想要召为谏议大夫，豆卢革、韦说阻止。但最后他还是担任了谏议大夫。置匦函（检举箱），以萧希甫为使，萧希甫建言：“兵乱以来，王纲大坏。夺人妻女，占人田宅，贪赃之吏，刑狱之冤，不可胜纪。匦函一出，投诉必多，功臣贵戚，有不能绳之以法的人。”于是皇帝说自天成元年四月二十八日天明已前，死刑已上，全部赦免，然后出示匦函。豆卢革、韦说被安重诲厌恶，萧希甫诬奏豆卢革放纵田客杀人，韦说与邻人争井，井中有宝货。有司调查井中，只有破釜而已，豆卢革、韦说最终贬死。明宗赐萧希甫帛百匹、粟麦三百石，拜左散骑常侍。明宗在南郊祭祀，斋戒前一日，群臣殿廷在演习礼仪，宰相冯道、赵凤，河南尹秦王李从荣、枢密使安重诲在月华门外候班。萧希甫与两省班先入，冯道等坐在廊下不起身，出来后，萧希甫召堂头直省朝堂驱使官，责问宰相、枢密见到两省官为什么不起身，于是大加辱骂。当夜，托疾还第。他派人夜叩宫门上告，说河堰牙官李筠告发本军谋反：“修堤兵士，想要在郊天日举火叛乱。”安重诲不信，天明后，追问没有情况，斩杀李筠，军士求见安重诲请求吃了萧希甫。明宗下诏将左散骑常侍、集贤殿学士判院事萧希甫贬为岚州司户参军，长兴年间，在贬所去世。其子萧士明，在后周官至县令。